# Anolis reconditus
Anolis reconditus — вид ігуаноподібних ящірок родини анолісових (Dactyloidae). Ендемік Ямайки.

## Поширення і екологія
Anolis reconditus мешкають в Блакитних горах на сході Ямайки. Вони живуть в гірських тропічних лісах, хмарних лісах, ущелинах і садах на висоті від 760 до 1310 м над рівнем моря. Живляться комахами, відкладають яйця.

## Збереження
МСОП класифікує цей вид такий, що перебуває під загрозою зникнення. Anolis reconditus загрожує знищення природного середовища.